# معتمدية الكاف الغربية
معتمدية الكاف الغربية إحدى معتمديات الجمهورية التونسية، تابعة لولاية الكاف كما يوجد مصنع ألمينيوم.

### مواضيع ذات علاقة
- ولاية الكاف.